# Jimmy Chin
Jimmy Chin est un alpiniste et grimpeur professionnel, skieur freeride, réalisateur et photographe américain, né le 12 octobre 1973 à Mankato dans le Minnesota.

## Biographie
Jimmy Chin est né le 12 octobre 1973 à Mankato dans l'État du Minnesota, de parents originaires de Chine continentale. Ces derniers avaient dans un premier temps fui vers Taiwan lors de la guerre civile chinoise avant de rejoindre les États-Unis. Enfant, il est un lecteur assidu et apprend le violon dès l'âge de 4 ans. Sur le plan sportif, il participe à des compétitions de natation et d'arts martiaux,. Il ne pratique que peu les activités en plein air, à l'exception du ski.
C'est alors qu'il est étudiant au Carleton College qu'il se découvre une passion pour l'escalade. En 1996, immédiatement après avoir obtenu son diplôme, et contre l'avis de sa famille, il s'investit à plein temps dans l'escalade et commence à vivre dans sa voiture qu'il gare dans divers parcs nationaux et notamment dans celui de Yosemite,. Il gardera ce mode de vie durant sept années. C'est au cours de ces années qu'il vend son premier cliché photographique pour une somme de 500 $,.
Il signe chez The North Face en 2001 et est un des vétérans de The North Face Athlete Team depuis 14 ans.
Avec sa compagne Elizabeth Chai Vasarhelyi (en), il passe à la réalisation de documentaires, signant Meru en 2015 puis Free Solo en 2018. Le duo réalise ensuite sa première fiction, Insubmersible, biopic sur Diana Nyad sorti en 2023 sur Netflix.

## Filmographie

### Acteur

#### Télévision
Séries télévisées
- 2010-2015 : Last Call with Carson Daly : lui-même
- 2012 : Roadtrip Nation : lui-même

### Réalisateur
- 2015 : Meru (documentaire) - coréalisé avec Elizabeth Chai Vasarhelyi (en)
- 2018 : Free Solo (documentaire) - coréalisé avec Elizabeth Chai Vasarhely
- 2023 : Insubmersible (Nyad) - coréalisé avec Elizabeth Chai Vasarhely

### Producteur

#### Cinéma
- 2015 : Meru
- 2018 : Meru
- 2021 : 14 x 8000 : Aux sommets de l'impossible (en)